# 別山駅
別山駅（べつさんえき）は中華人民共和国天津市薊州区にある、中国鉄路総公司（CR）京哈線の駅。1975年に開業。北京駅から94km、ハルビン駅から1155kmの位置にある。北京鉄路局所属の四等駅に設定されている。

## 駅周辺
- G102国道
- 薊県別山医院
- 天獅博愛小学
- 薊県楊家楼中学
- 別山鎮政府

## 隣の駅
中国鉄路総公司
京哈線
薊県南駅 - 別山駅 - 螺山駅